# Herman III van Weimar-Orlamünde
Herman III van Weimar-Orlamünde (circa 1230 - 1283) was van 1247 tot 1278 graaf van Weimar-Orlamünde en van 1278 tot 1283 graaf van Orlamünde. Hij behoorde tot het huis Ascaniërs.

## Levensloop
Herman III was de oudste zoon van graaf Herman II van Weimar-Orlamünde en Beatrix van Andechs-Meranië, dochter van hertog Otto I van Meranië. Na de dood van zijn vader in 1247 erfden Herman III en zijn jongere broer Otto III het graafschap Weimar-Orlamünde. In 1248 erfden beide broers eveneens de Frankische bezittingen van hun oom langs moederkant Otto II. Herman III en Otto III resideerden in het kasteel Plassenburg in Kulmbach.
In 1278 verdeelden Herman III en Otto III hun gezamenlijke bezittingen: Otto III kreeg het graafschap Weimar en het kasteel Plassenburg, terwijl Herman III het graafschap Orlamünde behield. In 1283 stierf Herman III aan de pest.

## Huwelijk en nakomelingen
Herman III was gehuwd met een vrouw wier identiteit en afkomst niet bekend zijn. Ze kregen de volgende kinderen:
- Elisabeth de Oudere (overleden voor 1333), huwde met graaf Hartman I van Lobdeburg-Arnshaugk en daarna met markgraaf Albrecht II van Meißen
- Hendrik III (overleden in 1354), graaf van Orlamünde
- Herman V (overleden in 1312)
- Elisabeth de Jongere (overleden in 1319), zuster in het klooster van Weißenfels